# Тит Ветурий Гемин Цикурин (консул 462 года до н. э.)
Тит Ветурий Гемин Цикурин (лат. Titus Veturius Geminus Cicurinus; V век до н. э.) — римский политический деятель из патрицианского рода Ветуриев, консул 462 года до н. э.
Коллегой Тита Ветурия был Луций Лукреций Триципитин. Во время своего консульства Тит Ветурий успешно воевал с эквами и вольсками и за это получил овацию.